# Samara (flod)
 For alternative betydninger, se Samara (flertydig). (Se også artikler, som begynder med Samara)
Samara (ukrainsk: Самара, tr. Samara) er en flod i Ukraine, biflod til Dnepr fra venstre. Byen Dnipro ligger nær Samaras udmunding i Dnepr.
Samara er 320 km lang og har et afvandingsareal 22.600 km². Vandstanden i floden varierer, først og fremmest fordi floden afvander store områder for smeltende sne. Bredden varierer fra 40 m til 60 m, ved højvande op til 300 m.

## Bifloder
Samara har mere end 20 bifloder, de største er:
| Venstre biflod | længde (km) | afvandingsområde | Højre biflod   | længde (km) | afvandingsområde |
| -------------- | ----------- | ---------------- | -------------- | ----------- | ---------------- |
| Vovtja         | 323         | Ukraine          |                |             |                  |
| Byk            | 108         | Ukraine          | Store Ternivka | 80          | Ukraine          |

## Komerciel udnyttelse
Nedenfor sammenløbet Vovtja er venstre bred af Samara bevokset med skov, som benyttes til rekreative formål bl.a. spabade. Floden er sejlbar til Novomoskovsk. Langs floden er der flere vandkraftværker. Vandgennemstrømningen er reguleret af talrige dæmninger. Vandet i reservoirerne benyttes til kunstvanding, vandforsyning og fiskeri.

### Byer ved Samara
De største byer ved Samara er:
| Dnipropetrovsk oblast (nedstrøms) - Ternivka (28.920) - Pavlohrad (109.305) - Novomoskovsk (71.299) - Dnipro (989.437) |